# Leucopholis hirtiventris
Leucopholis hirtiventris är en skalbaggsart som beskrevs av Frey 1963. Leucopholis hirtiventris ingår i släktet Leucopholis och familjen Melolonthidae. Inga underarter finns listade i Catalogue of Life.